# WWE Capitol Punishment
WWE Capitol Punishment és un event anual de pagament produït per l'empresa de lluita lliure professional WWE. Aquest event compta amb lluitadors de les dues marques de la WWE (Raw i SmackDown).
Va ser incorporat a la programació de shows de pagament de la WWE l'any 2011, substituint a Fatal-4-Way.

## Resultats

### 2011
Capitol Punishment 2011 va tenir lloc el 19 de juny de 2011, des del Verizon Center, a Washington D.C..
|                                                           | Combats                                    | Estipulacions                                       | Notes |
| --------------------------------------------------------- | ------------------------------------------ | --------------------------------------------------- | --- |
| 1                                                         | Dolph Ziggler derrotà a Kofi Kingston (c)  | Single Match pel WWE United States Championship     | L'àrbitre va para la lluita quan Kofi va quedar inconscient degut a un “Sleeper Hold”. Durant el combat Vickie Guerrero va atacar a Kofi. |
| 2                                                         | Alex Riley derrotà a The Miz               | Single Match                                        | Durant la lluita Riley va atacar a Michael Cole                                                                                           |
| 3                                                         | Alberto Del Rio derrotà a The Big Show     | Single Match                                        | L'àrbitre va parar el combat quan Big Show no va poder continuar. Abans de la lluita Big Show va ser atacat per Mark Henry                |
| 4                                                         | Ezekiel Jackson derrotà a Wade Barrett (c) | Single Match pel WWE intercontinental Championship  | Ezekiel va forçar a Wade a rendirse amb un “Domination Rack”.                                                                             |
| 5                                                         | CM Punk derrotà a Rey Mysterio             | Single Match                                        | |
| 6                                                         | Randy Orton (c) derrotà a Christian        | Single Match pel WWE World Heavyweight Championship | Després del combat Orton va colpejar a Christian amb el cinturó                                                                           |
| 7                                                         | Evan Bourne derrotà a Jack Swagger         | Single Match                                        | |
| 8                                                         | John Cena (c) derrotà a R-Truth            | Single Match pel WWE Championship                   | |
| (c) – Referent als campions abans de l'inici dels combats |                                            |                                                     | |